# Axinyssa paradoxa
Axinyssa paradoxa är en svampdjursart som först beskrevs av Ridley och Arthur Dendy 1886.  Axinyssa paradoxa ingår i släktet Axinyssa och familjen Halichondriidae. Inga underarter finns listade i Catalogue of Life.